# Бодрова, Екатерина Сергеевна
Екатерина Сергеевна Бодрова (3 декабря 1926 — 4 октября 2012) — советский хозяйственный, государственный и политический деятель, зоотехник колхоза «Красное Знамя» Рязанского района Рязанской области Герой Социалистического Труда (1960).

## Биография
Родилась в 1926 году в селе Рыкова Слобода. Член КПСС с 1956 года.
С 1933 года — на хозяйственной, общественной и политической работе. С семилетнего возраста работала в колхозе. С началом войны возглавила полеводческое звено по выращиванию овощей. В 1947—1993 гг. — работница овцеводческого совхоза «Павлодарский» Омской области, зоотехник, главный зоотехник, ветеринарный врач колхоза «Красное знамя» Рязанского района Рязанской области.
Указом Президиума Верховного Совета СССР от 8 января 1960 года присвоено звание Героя Социалистического Труда с вручением ордена Ленина и золотой медали «Серп и Молот».
Избиралась депутатом Верховного Совета РСФСР 4-го созыва.
С 1993 года на пенсии.
Проживала в селе Заокское. Умерла 4 октября 2012 года.

## Семья
Родила двух детей: Бодров Александр Алексеевич- сын, Бодрова Лидия Алексеевна- дочь.
Внуки: Галина, Полина, Ольга, Надежда.
Правнуки: Алексей, Анастасия, Екатерина, Юлия, Василий.

## Награды
За трудовые успехи была удостоена:
- Медаль «Серп и Молот» (08.01.1960)
- орден Ленина (08.01.1960)
- два ордена Трудового Красного Знамени (07.02.1957, 06.09.1973)
- Орден Знак Почёта (22.03.1966)
- другие медали.